# Muimenta (Lalín)
Muimenta[cita requerida] (oficialmente San Lourenzo de Moimenta) es una parroquia española del municipio de Lalín, perteneciente a la provincia de Pontevedra, en la comunidad autónoma de Galicia.

## Historia
Hacia mediados del siglo XIX, el lugar, ya por entonces perteneciente a Lalín, tenía contabilizada una población de 130 habitantes. Aparece descrito en el undécimo volumen del Diccionario geográfico-estadístico-histórico de España y sus posesiones de Ultramar de Pascual Madoz con las siguientes palabras:

MOIMENTA (San Lorenzo): felig. en la prov. de Pontevedra (10 leg.), part. jud. y ayunt. de Lalin (1 1/2), dióc. de Lugo (9). sit. á la izq. del r. Arnego, con buena ventilacion y clima saludable. Tiene unas 26 casas distribuidas en las ald. de Carballeda, Meijomin y Moimenta. La igl. parr. (San Lorenzo), de la que son anejas las de Santa Maria de Parada, y San Pedro de Alperiz, está servida por un cura de entrada y patronato lego. Confina el térm. con las felig. de Alperiz, Parada, Erbo y Cangas. El terreno participa de monte y llano y es bastante fértil. Los caminos locales y malos, escepto el que desde la Golada se dirige á Lalin y á otros puntos. prod. maiz, trigo, centeno, patatas, legumbres, hortaliza, frutas y pastos; se cria ganado vacuno, mular, lanar y cabrío; hay caza de varias clases, y alguna pesca en un riach. que por el lado del O. va hácia el r. Arnego. pobl. 26 vec., 130 alm. contr. con su ayunt. (V.)
(Madoz, 1848, p. 452)

En 2022, tenía empadronados 142 habitantes.